# TRUE (中島美嘉のアルバム)
『TRUE』（トゥルー）は、中島美嘉のデビューアルバム。2002年8月28日発売。

## 概要
1stシングル「STARS」から5thシングル「WILL」までを収録した1stアルバム。13曲中10曲が既にシングルで発表された楽曲であり、デビューアルバムにしてベスト・アルバムのような内容である。
ロングヒットを続け、発売から約3ヶ月後にミリオンセラーを達成した。累計売上は117.2万枚（オリコン調べ）。
初回限定盤は、スリーブケース仕様。

## 収録曲
1. AMAZING GRACE（album version） [3:46]
作詞：John Newton、作曲：Traditional、編曲：DREAMFIELD
主演テレビドラマ「傷だらけのラブソング」内でアカペラで歌ったことが評判となり、2ndシングル「CRESCENT MOON」のカップリングに収録された。ここではリサイズされて収録されている。
2. WILL（album version） [5:29]
作詞：秋元康、作曲：川口大輔、編曲：冨田恵一
5thシングル。アレンジはイントロが追加された他はシングルバージョンと同じだがボーカルは別テイクを使用。後に作曲者の川口大輔もセルフカヴァーしている。
3. ONE SURVIVE（album version） [4:49]
作詞：吉田美奈子、作曲：T2ya、編曲：O DASH
3rdシングル。生ホーン等が加わり太いグルーヴのリミックス。
4. HEAVEN ON EARTH  [3:55]
作詞：Lori Fine・Kenn Kato、作曲：Lori Fine、編曲：COLDFEET
書き下ろし曲。カネボウ KATE CMソング。後にヴォーカルリテイク、リミックスを施しミニアルバム『RESISTANCE』に収録される。
5. DESTINY'S LOTUS  [3:57]
作詞：中島美嘉、ラップ作詞：大蔵、作曲：Gajin、編曲：テイ・トウワ
2ndシングル「CRESCENT MOON」のカップリング曲。トレードマークである蓮の花をテーマにした自作詞。EXILEのATSUSHIがコーラスで参加している。
6. Helpless Rain  [5:21]
作詞：おちまさと、作曲：shinya、編曲：今井大介
4thシングル。おちまさとのプロデュース・作詞。
7. I  [4:34]
作詞：中島美嘉、作曲：H、編曲：shinya
書き下ろし曲。自作詞。
8. TEARS（粉雪が舞うように…）  [6:46]
作詞：秋元康・中島美嘉、作曲：林浩司、編曲：DREAMFIELD
1stシングル「STARS」のカップリング曲。
9. TRUE EYES  [4:06]
作詞：伊秩弘将、作曲：葛谷葉子、編曲：CHOKKAKU
3rdシングル「ONE SURVIVE」のカップリング曲。
10. CRESCENT MOON  [4:15]
作詞：松本隆、作曲：大野宏明、編曲：田中義人
2ndシングル（10万枚完全限定生産）。
11. JUST TRUST IN OUR LOVE（album version） [4:42]
作詞：H、作曲：shinya、編曲：OCTOPUSSY
5thシングル「WILL」のカップリング曲。シングルバージョンはミディアムバラードだが、こちらはダンスチューンにリミックスされている。
12. STARS（album version） [6:06]
作詞：秋元康、作曲：川口大輔、編曲：冨田恵一
1stシングル。アレンジはシングルバージョンと同じだがボーカルは別テイクを使用。後に作曲者の川口大輔もセルフカヴァーしている。また韓国の歌手、ミン・ヒョリンがカバーした。
13. A MIRACLE FOR YOU  [6:23]
作詞：中島美嘉、作曲：岡野泰也、編曲：河野伸
書き下ろし曲。スケールの大きいバラード。後にヴォーカルリテイク、リアレンジされ、シングル「Dear」に収録される。